# Kerens
Kerens és una població dels Estats Units a l'estat de Texas. Segons el cens del 2000 tenia 1.681 habitants.

## Demografia
Segons el cens del 2000, Kerens tenia 1.681 habitants, 682 habitatges, i 448 famílies. La densitat de població era de 278,6 habitants per km².
Dels 682 habitatges en un 33% hi vivien nens de menys de 18 anys, en un 48,8% hi vivien parelles casades, en un 13,5% dones solteres, i en un 34,2% no eren unitats familiars. En el 31,8% dels habitatges hi vivien persones soles el 20,7% de les quals corresponia a persones de 65 anys o més que vivien soles. El nombre mitjà de persones vivint en cada habitatge era de 2,46 i el nombre mitjà de persones que vivien en cada família era de 3,13.
Per edats la població es repartia de la següent manera: un 28,1% tenia menys de 18 anys, un 7,6% entre 18 i 24, un 26,5% entre 25 i 44, un 19,7% de 45 a 60 i un 18,1% 65 anys o més.
L'edat mitjana era de 36 anys. Per cada 100 dones de 18 o més anys hi havia 83,5 homes.
La renda mitjana per habitatge era de 27.969 $ i la renda mitjana per família de 36.719 $. Els homes tenien una renda mitjana de 26.683 $ mentre que les dones 21.600 $. La renda per capita de la població era de 13.000 $. Aproximadament el 13,3% de les famílies i el 19,5% de la població estaven per davall del llindar de pobresa.

## Poblacions més properes
El següent diagrama mostra les poblacions més properes.